# Computerrollespil
Computerrollespil (ofte kaldet CRPGs - Computer Role-Playing Games eller blot RPGs) er en genre indenfor computerspil og en undergenre af rollespil.
Spil i denne genre bruger flere elementer set i andre former for rollespil, så som karakterudvikling, udforskning, kamp og en god historie. De starter ofte med at lade spilleren skabe en eller flere karakterer til at repræsentere denne i en veldefineret spilverden. Typiske baggrunde er fantasy og science fiction, men post-apokalyptiske rollespil er ikke ualmindelige.
Computerrollespillene har gennemgået en stor udvikling gennem tiden fra tekstbaserede til grafiske.

## Tekstbaserede rollespil

### Enkeltspiller
Tekstbaserede rollespil for kun en spiller er meget ofte bygget op omkring det at hovedpersonen har en quest. Spillerens opgave bliver så at opfylde de mål som bliver stillet. Det foregår oftest ved at spillerens bliver sat overfor en mindre tekst som beskriver den nuværende situation og derefter træffer man et valg. Dette valg bliver så ført videre og man gennemgår eventyret trin for trin. 
Denne type af rollespil er gammel og bruges sjældent længere i dens originale udgave. Desuden er der kun minimal karakterudvikling under forløbet, da spillene er bygget op efter et forlystelsesparksprincip, altså der er nogen der har givet spilleren nogle muligheder og man træffer kun de valg som bliver tilgængeliggjort.

### Onlinespil
Tekstbaserede rollespil foregår gennem hvad man kalder MUD (Multi User Dungeon) og bruger telnet (eller en specialiseret MUD-klient) til at forbinde sig til serveren. Gennem klienten skriver man en række handlinger som man vil udføre og alt sker så derefter på serveren. Man kan også chatte (snakke) med andre og derved få en større oplevelse af spillet, samt lære folk fra andre lande at kende.
Dette blev meget populært en overgang, men har siden måttet vige pladsen for de grafiske rollespil. Dog eksisterer de stadig og de største har regelmæssig aktivitet.

## Grafikbaserede rollespil

### Enkeltspiller
Efterhånden som computerne blev udviklet åbnedes mulighederne også for spil-industrien og den grafiske brugerflade (GUI) kom til. Dette ændrede spillenes karakter, i mindre grad i starten, til at fokusere på det som spilleren var i stand til at se på skærmen i stedet for at beskrive det med ord. I starten bredte dette sig kun til enkelt spillene. Pincipperne som de bygger på har ikke sig drastisk, men idet at man ikke længere behøver at beskrive hvert eneste rum og begrænse spilleren dermed og at industrien voksede blev nogle af kræfterne lagt andetsteds. Ud over at skulle lave den visuelle del, blev kræfterne også lagt i karakterudvikling.

### Onlinespil
Af onlinespil dominerer MMORPG'er (Massive Multiplayer Online RolePlay Game, MMO) genren. Det første officielle MMO menes at være Meridian 59, men de første populære MMO'er kan krediteres til at være Ultima Online eller EverQuest. MMO'er er bygget på MUD's hvor grafiske elementer er indbygget, og hvor alle spillerne er samlet på en server og kan spille med og mod hinanden. At have en mængde af servere kørerne har nogle driftsomkostninger og dette resulterer i at de fleste MMO'er har em månedlig omkostning for spillerne. På den positive side bliver der til gengæld også ofte lavet nyt indhold i spillene regelmæssigt uden omkostninger for spillerne. Til gengæld har Guild Wars bevist at det sagtens kan lade sig gøre at køre en MMO uden månedlig betaling. Dette opvejes så ved regelmæssige udvidelsespakker (I dette tilfælde også enkeltstående kampagner). Samtidig kan man se på det store udbud af gratis MMO'es hvoraf nogle bliver finacieres af reklamer og andre satser på at udbyde fordele til betalende medlemmer. Et andet element i denne genre er det sociale element. I spillene får man mulighed for at slutte sig sammen i guilds og på den måde skabe kontakter via spillet. Det sociale element fylder meget og mange spillere udvælger sig ofte kun et MMORPG som de vil bruge deres tid på.
Eksempler på MMO'er
- Ultima Online er sat isometrisk op, men er siden gået under udvikling og er gået over til 3D.[2]
- EverQuest er 3D-baseret.
- RuneScape er isometrisk og skrevet i Java

MMO'er har udviklet sig voldsomt i de seneste år og er blevet en industri som flere spilfirmaer går over til. Derudover er PC'ernes trækkraft forøget og man er derfor i stand til at lave MMORPG'er som er mere grafisk appelerende til det publikum.
Der findes også en masse onlinespil som ikke har nogen relationer til spilproducenter. Der kom en stor forøgelse i antallet af spil en almindelig bruger selv kunne udvikle og mange havde også lavet deres spil ud fra Everquest, Ultima, og andre. De fleste laves i håb om selv at blive så store spil som Ultima, EverQuest eller World of Warcraft, eller bare som et forsøg på at vise at de også kan. I 2004 blev en ny stil lagt da spillene Neverwinter Nights og Dungeon Siege udkom, idet de åbnede for muligheden for at lave Spilmodifikation, uploade dem og spille dem sammen med andre. Det har også været med til at give mange diskussioner om emnet sikkerhed. I 2005 udgav Blizzard firmaets første MMO officielt i forretningerne, World of Warcraft. Dette er siden vokset til det største MMORPG på markedet med 11 millioner registrerede konti.[kilde mangler]

## Typer af rollespil
Den overordnede måde at inddele rollespil på er den forrige nævnt, men der er andre typer, som kan bruges til at definere spillet mht. til historie, frihed og generelt fokus. Disse benævnelser er ikke entydige og mange spil kan indeholde flere af disse undergenrer. Et eksempel er The Witcher som mange steder antyder at vi har med et sandkasserollespil at gøre, men alligevel ligger et stort fokus på den udviklede kampdel og der er dermed også elementer af et actionrollespil i det.

### Action
Actionrollespil er ikke en undergenre som sådan, men snarere et element som man kan bruge til at beskrive et spil, som lægger en stor del af deres fokus på kamp. I de tilfælde hvor det er den dominerende genre har spillene ofte kamp som det eneste element der har interesse for de fleste af spillerbasen. Se også Hack 'n' Slash

### Blobber
I denne undergenre styrer spilleren en gruppe personer, der bevæger sig som en samlet enhed. Denne enhed kaldes ofte en "blob" (kan på dansk oversættes til "klump"). Spil som Legend of Grimrock tilhører Blobber-genren.

### Sandkasse
Sandkasserollespil lægger stor vægt på spillers frihed. I dem er der ikke én quest som spilleren skal gennemføre, men snarere en Main Quest, som angiver den historie, der ligger til grund for spillet. Friheden ligger i at spilleren selv kan vælge om man ønsker at gennemføre denne Main Quest, eller hellere vil gennemføre andre mindre quests, eller bare gå på opdagelse i den skabte verden. Disse er mest almindelige i enkeltspillergenren. Spil som The Witcher 3  tilhører denne kategori

### Forlystelsespark
Forlystelsesparkrollespil, eller temaparkrollespil, er mere typiske i MMO'es end i enkeltspillergenren. I denne genre er det producenterne som lægger nogle mere eller mindre stramme grænser indenfor hvilke spilleren kan udfolde sig. Som navnet siger kan man se det som en forlystelsespark, hvor spillet er forlystelserne som spilleren frit kan vælge imellem.

### Roguelike
Denne undergenre kendetegnes bl.a. ved brug af tilfældighed til at generere en unik spilverden ved hver gennemspilning, samt fjernelsen af muligheden for at gå tilbage til et tidligere gemt spil, når spilkarakteren dør. Spil som Jupiter Hell tilhører roguelike-genren.

## Ekstern henvisning
- Mudconnect er stor database om MUD's i flere forskellige kategorier.
- Mmorpg.com – en online portal dedikeret til MMO'er.